# Heteroligus appius
Heteroligus appius är en skalbaggsart som beskrevs av Hermann Burmeister 1847. Heteroligus appius ingår i släktet Heteroligus och familjen Dynastidae. Inga underarter finns listade i Catalogue of Life.